# 카뎀리아
카뎀리아(Kademlia)는 분산 P2P 컴퓨터 네트워크를 위한 분산 해시 테이블로 2002년 Petar Maymounkov와 David Mazières가 고안하였다. 논문은 네트워크 구조 및 노드 탐색을 통한 정보 교환에 대한 명세를 기술하고 있다. 카뎀리아 노드는 UDP를 이용하여 서로 통신하며 참여 노드 간에 가상 또는 오버레이 네트워크를 형성한다. 노드는 숫자 또는 '노드 ID'로 구분하는데 '노드 ID'는 노드를 식별하는 것 뿐만 아니라 카뎀리아 알고리즘이 값(일반적으로 파일 해시 또는 키워드)의 위치를 찾는데도 사용한다. 실제로 '노드 ID'는 파일 해시에 대한 직접 사상(direct map)으로 파일 또는 자원을 어디서 획득할 수 있는지에 대한 정보를 저장하고 있다.
값을 찾을 때, 카뎀리아 알고리즘은 연관 키를 갖고 몇 번의 단계를 거쳐 네트워크를 탐색한다. 각 단계는 키(key)와 더 가까운 노드를 탐색하는 작업으로 연결된 노드가 찾던 값을 반환하거나 더 가까운 노드를 찾을 수 없을 때까지 계속 된다. 이는 매우 효율적인 방식으로, 카뎀리아는 다른 DHT와 같이 시스템 전체에 {\displaystyle n}개의 노드가 존재할 때 {\displaystyle O(\log(n))}개의 노드만 탐색한다.
분산 구조에서 얻을 수 있는 추가적인 장점은 서비스 거부 공격에 대한 저항성이다. 모든 노드가 넘쳐 흐르더라도 네트워크 가용성에는 제한적인 영향만 미치며, 이 "구멍"들 주위로 네트워크를 긴밀히 연결하여 스스로 기능을 회복한다.

## 같이 보기
- Chord